# Umbilia
Umbilia là một chi ốc biển, là động vật thân mềm chân bụng sống ở biển trong họ Cypraeidae, họ ốc sứ

## Các loài
Các loài thuộc chi Umbilia bao gồm:
- Umbilia oriettae Lorenz & Massiglia, 2005[2]
- Umbilia petilirostris Darragh, 2002[3]

## Hình ảnh

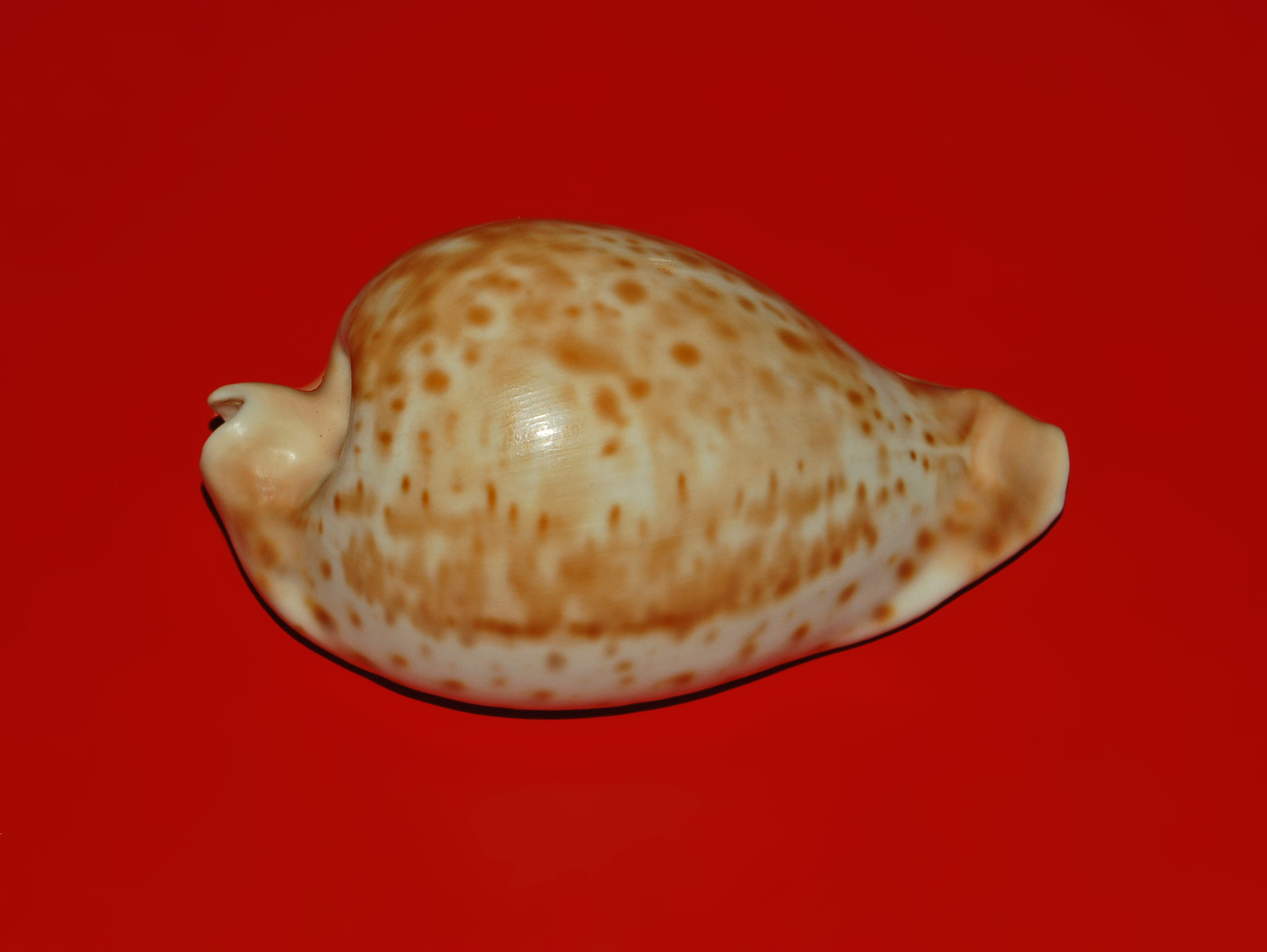